# Лапчатка серебристая
Лапча́тка серебри́стая (лат. Potentilla argentea) — многолетнее травянистое растение; вид рода Лапчатка (Potentilla) семейства Розовые (Rosaceae). Считается лекарственным растением.

## Ботаническое описание

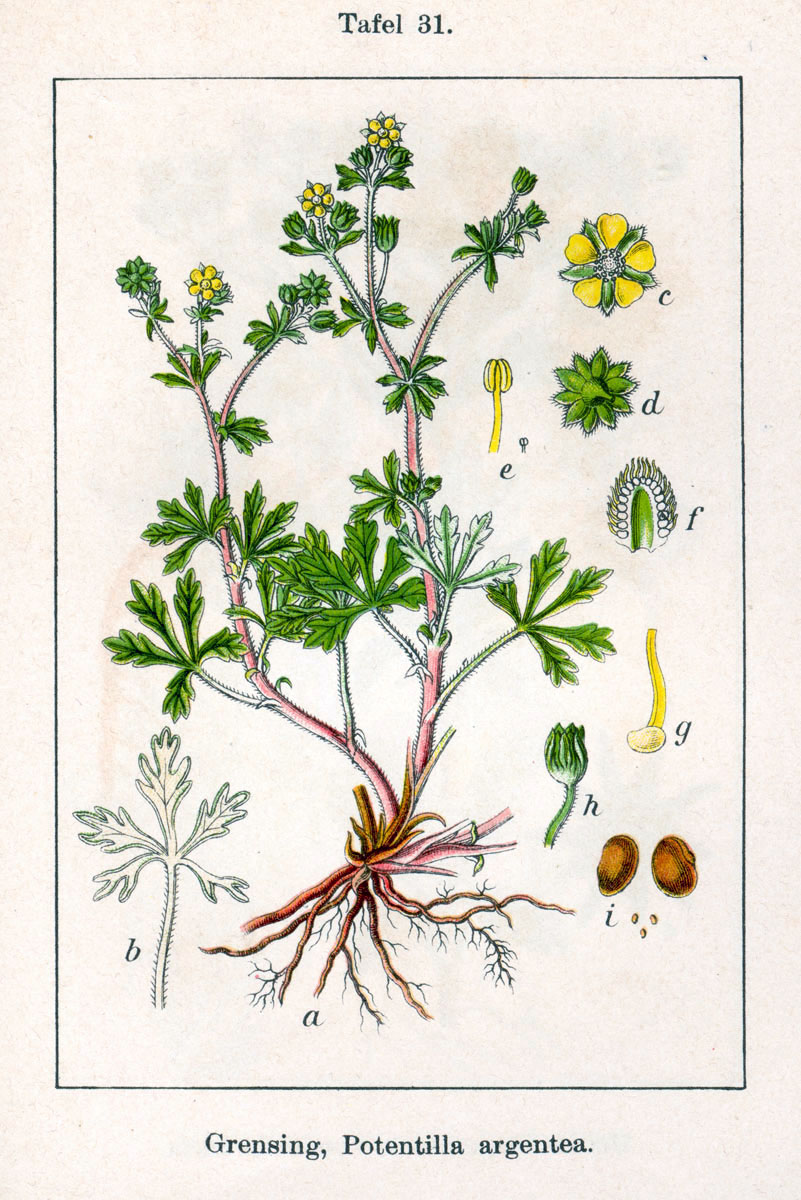

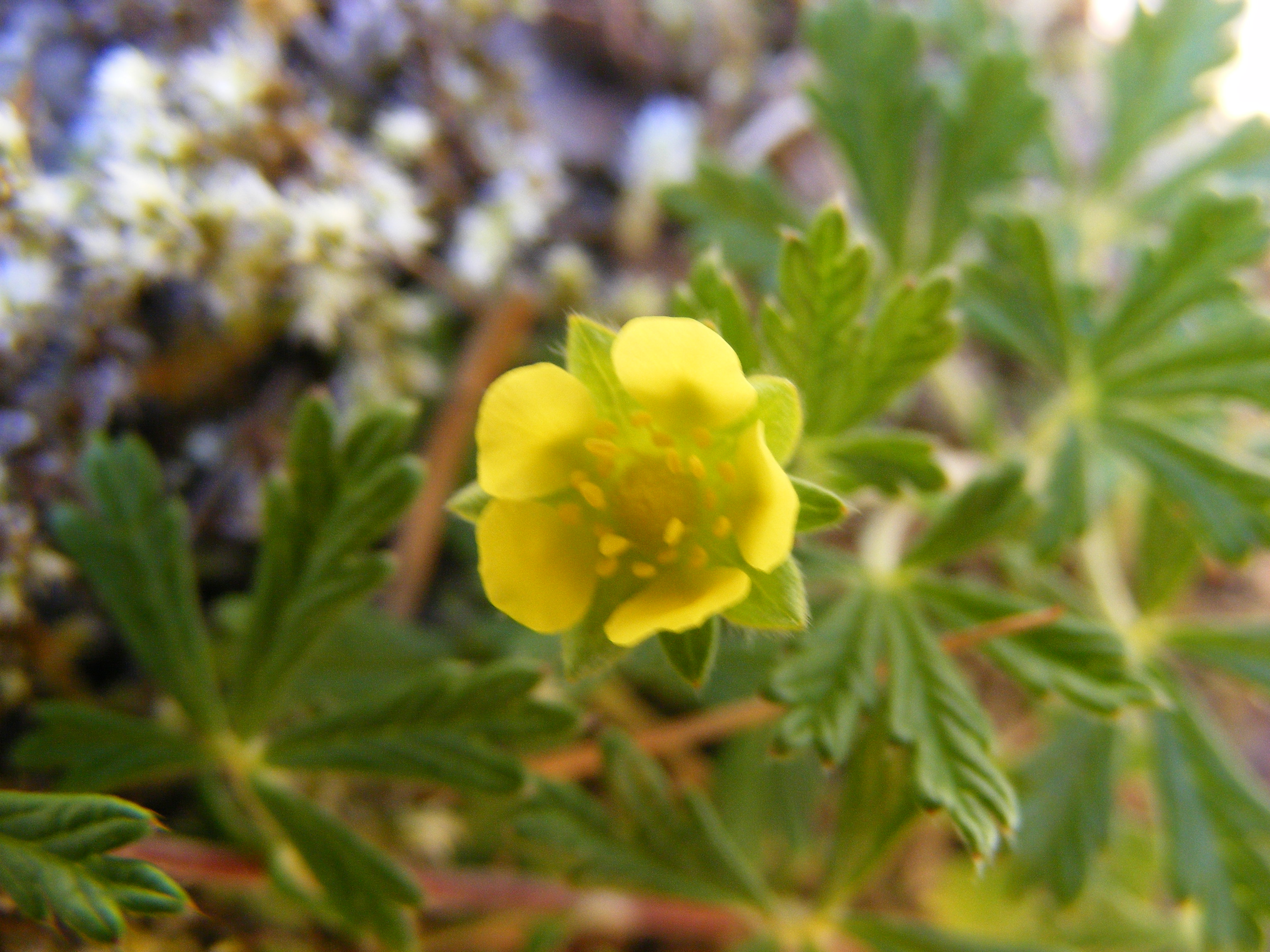
Цветок, Швейцария

Корневище мощное, клубнеобразное, деревянистое, одетое бурыми остатками прилистников.
Стебли дугообразно приподнимающиеся, чаще слабоватые, стройные, 10—30 см высотой, хорошо облиственные, одетые, так же как черешки и цветоложе, белым или седоватым войлоком с примесью редких простых волосков.
Корневые и нижние стеблевые листья длинно-черешчатые, 5(7)-рные, средние и верхние стеблевые 3-5-рные, прицветные сравнительно хорошо развиты, обычно тройчатые; прилистники корневых листьев буроплёнчатые с длинными линейно-ланцетными ушками; прилистники стеблевых листьев травянистые, узкояйцевидные, приострённые, цельные или с зубцами; листочки расставленные (не соприкасающиеся), обратнояйцевидные, с узко-клиновидным основанием, 1—3 см длиной, крупно неправильно надрезанно-зубчатые на верхушке, с 2—5 зубцами или лопастями с каждой стороны, средний листочек листа корневой розетки очень редко развивает более трёх зубцов с каждой стороны; зубцы или лопасти их острые или чаще туповатые, по краю большей частью сильно завороченные; сверху одетые негустыми, довольно длинными волосками или голые, зелёные, лоснящиеся, снизу густо бело-войлочные.
Соцветие рыхлое, щитковидно-метельчатое, многоцветковое, растопыренное; цветки чаще на коротковатых цветоножках, некрупные, 10—12 мм в диаметре; чашечка негусто серовато-зеленовато-войлочная, с примесью длинных волосков; наружные чашелистики продолговато-линейные, туповатые, обычно равны или короче яйцевидных, островатых внутренних; лепестки несколько расставленные, обратнояйцевидные, выемчатые, едва длиннее чашелистиков, светло-жёлтые, диск маловолосистый; тычинки коротковатые; пыльники небольшие, округлённо-яйцевидные, светло-жёлтые. Столбик при основании обычно утолщённый и покрытый сосочками, с широким рыльцем, несколько короче зрелого плодика. Цветёт в июне — июле.
Плодики мелкие, тонкоморщинистые.
Вид описан из Европы.

## Распространение и экология
Лапчатка серебристая распространена в Европе (Дания, Финляндия, Норвегия, Швеция, Великобритания, Австрия, Бельгия, Чешская Республика, Германия, Венгрия, Нидерланды, Польша, Словакия, Швейцария, Албания, Босния и Герцеговина, Болгария, Хорватия, Югославия, Греция, Италия, включая Сардинию, Македония, Словения, Румыния, Франция, включая Корсику, Испания), в некоторых районах Юго-Западной Азии (Афганистан, Иран, Турция), в Монголии, Китае. Её довольно часто можно встретить в Центральной Европе, европейской части России, в Беларуси, странах Прибалтики, Молдове, на Украине, Кавказе (Армения, Азербайджан, Грузия), в Западной (Алтай, Горно-Алтайская Республика, Курганская, Новосибирская, Омская, Тюменская области)) и Восточной Сибири (Иркутская, Кемеровская, Томская области, Красноярский край), в Средней Азии (Казахстан, Кыргызстан).
Растёт вдоль дорог, железнодорожных линий, гравийных карьеров и по краям скал, на суходольных и лесных лугах, пастбищах, разреженных сосновых и смешанных лесах, полях, залежах. Предпочитает сухие или умеренно влажные, песчаные и галечные рудеральные почвы. Избегает известковых почв.

## Химический состав
Корневища содержат дубильные вещества, органические кислоты, эфирное масло, тритерпеноиды, фенолы, фенолкарбоновые кислоты, липиды.
| Фаза                    | Воды (в %) | От абсолютного сухого вещества в % | От абсолютного сухого вещества в % | От абсолютного сухого вещества в % | От абсолютного сухого вещества в % | От абсолютного сухого вещества в % | Источник и район           |
| Фаза                    | Воды (в %) | золы                               | протеина                           | жира                               | клетчатки                          | БЭВ                                | Источник и район           |
| ----------------------- | ---------- | ---------------------------------- | ---------------------------------- | ---------------------------------- | ---------------------------------- | ---------------------------------- | -------------------------- |
| Вегетация               | 5,6        | 8,4                                | 16,2                               | 4,1                                | 18,1                               | 53,2                               | Советкина, Южный Казахстан |
| Бутонизация             | 7,0        | 7,0                                | 13,6                               | 3,0                                | 26,0                               | 50,4                               | Советкина, Южный Казахстан |
| Цветение и плодоношение | 9,1        | 6,3                                | 11,2                               | 5,7                                | 36,5                               | 40,3                               | Советкина, Южный Казахстан |

В листьях найдены фенолы, фенолкарбоновые кислоты, дубильные вещества, флавоноиды.

## Хозяйственное значение и использование
До бутонизации содержит довольно много протеина (16,2 %) и мало клетчатки (18,1 %), но к цветению питательная ценность падает. На пастбищах до цветения поедаются удовлетворительно овцами, козами и верблюдами. Крупно рогатый скот и лошади едят плохо. Поедается пятнистыми оленями. Гуси удовлетворительно едят вегетативные органы. Весной и летом листья плохо поедаются кроликами, осенью совсем не едят. При примеси в сене не выше 20—25 % свиньями поедается почти без остатка.
Корневище, траву и листья используют в лечебных целях. Растение обладает противовоспалительным, кровоостанавливающим, вяжущим, общеукрепляющим и бактерицидным свойствами. Отвар, настойку корневищ употребляют при поносах, энтеритах, энтероколитах, дизентерии, язвенных колитах с кровотечением из кишечника, гастритах, язвенной болезни желудка и двенадцатиперстной кишки, как желчегонное средство при желтухе, холециститах, холангитах, острых и хронических гепатитах, циррозах печени, при подагре, ревматизме, язвенном колите. Настой корней — при нефрите. В дерматологии внутрь назначают при васкулитах, наружно — при экземе, нейродермите, трещинах кожи верхних и нижних конечностей и слизистых оболочек. В виде аппликаций отвар лапчатки назначают также при геморрое и потливости ног. Порошок корневищ используют при лечении ран, ожогов, мокнущих ран, при наружных кровотечениях.
В народной медицине отвар лапчатки прямостоячей используют, кроме того, при туберкулёзе лёгких, эмфиземе, малокровии, ахилии желудка.

## Классификация

### Таксономия
- Potentilla argentea L., 1753, Sp. Pl. : 497

Вид Лапчатка серебристая относится к роду Лапчатка (Potentilla) семейства Розовые (Rosaceae) порядка Розоцветные (Rosales), последовательно входящего в более крупные клады Фабиды → Розиды → Суперрозиды → Эвдикоты → Цветковые растения. Таксономическая схема в соответствии с Системой APG IV по состоянию на июнь 2024 года:
|  |                          |  |                                   |                                   |                   |  | еще 8 семейств | еще 8 семейств |                          |  |  |  | еще 551 подтвержденный вид и 925 видов, ожидающих подтверждения |
|  |                          |  |                                   |                                   |                   |  | еще 8 семейств | еще 8 семейств |                          |  |  |  | еще 551 подтвержденный вид и 925 видов, ожидающих подтверждения |
|  |                          |  |                                   | порядок Розоцветные               |                   |  |                |                | род Лапчатка             |  |  |  |                                                                 |
|  |                          |  |                                   | порядок Розоцветные               |                   |  |                |                | род Лапчатка             |  |  |  |                                                                 |
|  | клада Цветковые растения |  |                                   |                                   | семейство Розовые |  |                |                | вид Лапчатка серебристая |  |  |  |                                                                 |
|  | клада Цветковые растения |  |                                   |                                   | семейство Розовые |  |                |                |                          |  |  |  |                                                                 |
|  |                          |  | ещё 63 порядка цветковых растений | ещё 63 порядка цветковых растений |                   |  |                | еще 116 родов  | еще 116 родов            |  |  |  |                                                                 |
|  |                          |  |                                   | ещё 63 порядка цветковых растений |                   |  |                |                | еще 116 родов            |  |  |  |                                                                 |